# Dorchester County (South Carolina)
Dorchester County ist ein County im US-Bundesstaat South Carolina der Vereinigten Staaten. Das U.S. Census Bureau hat bei der Volkszählung 2020 eine Einwohnerzahl von 161.540 ermittelt. Der Verwaltungssitz (County Seat) ist St. George.

## Geographie
Das County liegt im mittleren Südosten von South Carolina, ist etwa 45 km vom Atlantischen Ozean entfernt und hat eine Fläche von 1494 Quadratkilometern, wovon 5 Quadratkilometer Wasserfläche sind. Es grenzt im Uhrzeigersinn an folgende Countys: Berkeley County, Charleston County, Colleton County, Bamberg County und Orangeburg County.
Das County ist Teil der Metropolregion Charleston–North Charleston.

## Geschichte
Das Dorchester County wurde am 25. Februar 1897 aus Teilen der Bezirke Colleton und Berkeley gebildet. Benannt wurde es nach der Stadt Dorchester, die 1696 von Menschen aus Dorchester in Massachusetts gegründet wurde.

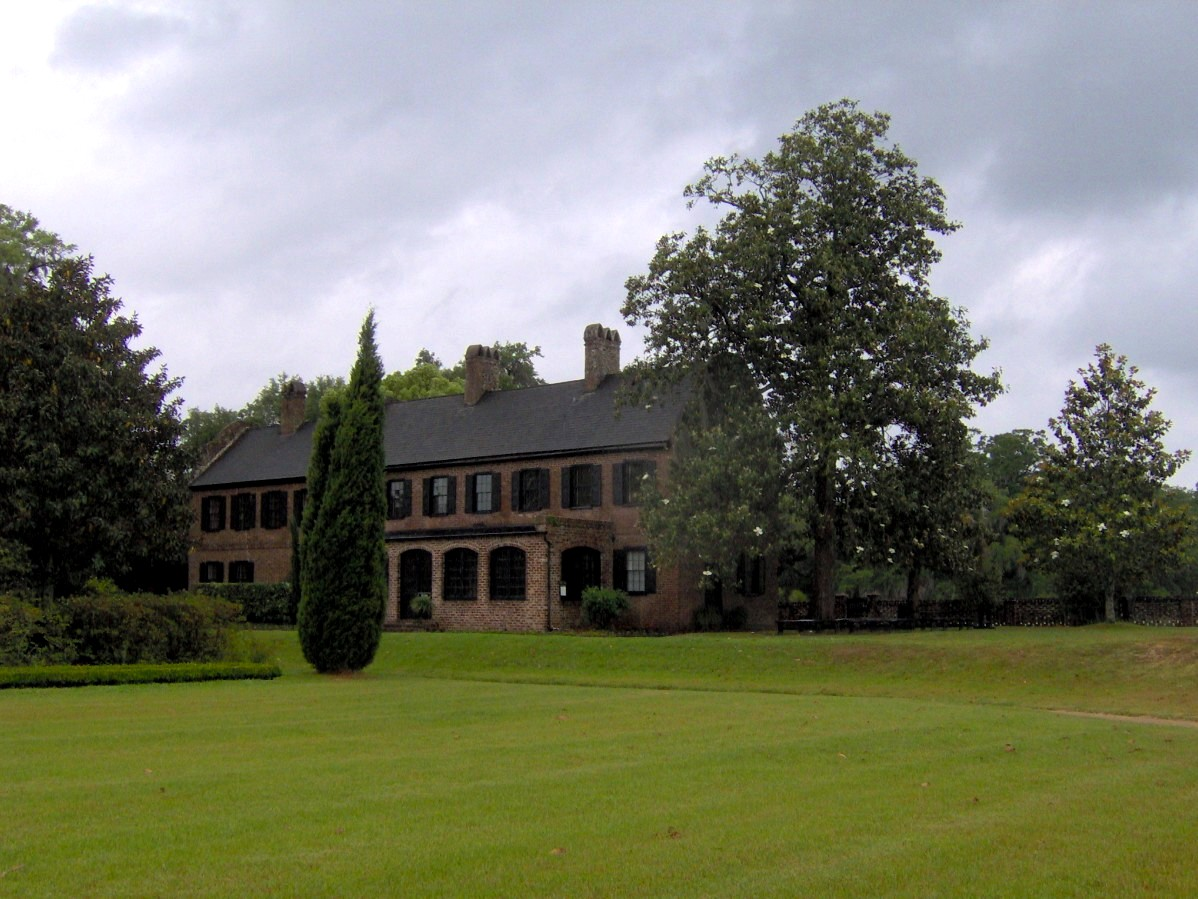
Der verbliebene Gebäudeflügel des Herrenhauses von Middleton Place (2007)

Ein Ort im County hat den Status einer National Historic Landmark, die Plantage Middleton Place. Zehn Bauwerke und Stätten des Countys sind im National Register of Historic Places (NRHP) eingetragen (Stand 27. Juli 2018).

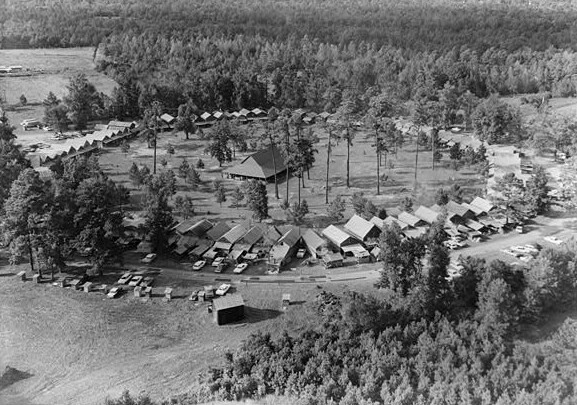
Indian Fields Methodist Campground

## Orte im Dorchester County
Im Dorchester County liegen sieben Gemeinden, darunter die City North Charleston, und sechs weitere Towns. Alle weiteren benannten Ortslagen haben keine Selbstverwaltung, sind also nur Nachbarschaften in den Gemeinden oder als sogenannte unincorporated Communities gemeindefreies Gebiet.

### Gemeinden
- Harleyville
- Lincolnville 2
- North Charleston 1
- Reevesville
- Ridgeville
- St. George
- Summerville 1

### Weitere Orte
- Archdale (32° 54′ N, 80° 6′ W)[7]
- Ashborough (32° 58′ N, 80° 11′ W)[8]
- Ashborough East (32° 58′ N, 80° 11′ W)[9]
- Ashley Forest (32° 58′ N, 80° 12′ W)[10]
- Ashley Retreat (32° 58′ N, 80° 15′ W)[11]
- Avenue of Oaks (32° 58′ N, 80° 9′ W)[12]
- Azalea Estates (33° 2′ N, 80° 12′ W)[13]
- Badham (33° 12′ N, 80° 37′ W)[14]
- Barney Ridge (32° 58′ N, 80° 12′ W)[15]
- Briarwood (32° 59′ N, 80° 10′ W)[16]
- Brick Yard Trace (33° 2′ N, 80° 10′ W)[17]
- Brownsville (33° 2′ N, 80° 12′ W)[18]
- Byrds (33° 10′ N, 80° 31′ W)[19]
- Calomet Valley (32° 58′ N, 80° 11′ W)[20]
- Canaan (32° 58′ N, 80° 18′ W)[21]
- Cat Hole (33° 9′ N, 80° 42′ W)[22]
- Centerville (33° 0′ N, 80° 10′ W)[23]
- Challendon (33° 1′ N, 80° 10′ W)[24]
- Chandler Village (32° 59′ N, 80° 9′ W)[25]
- Clemson Terrace (33° 3′ N, 80° 12′ W)[26]
- Clubhouse Crossroads (32° 54′ N, 80° 19′ W)[27]
- Coachmans Corners (32° 58′ N, 80° 18′ W)[28]
- Cooke Crossroads (32° 57′ N, 80° 12′ W)[29]
- Corey Point (33° 1′ N, 80° 13′ W)[30]
- Corey Wood (33° 1′ N, 80° 13′ W)[31]
- Cotton Hill (33° 1′ N, 80° 14′ W)[32]
- Country Club Estates (33° 0′ N, 80° 12′ W)[33]
- Coventry Place (32° 57′ N, 80° 10′ W)[34]
- Creekside (32° 58′ N, 80° 12′ W)[35]
- Crestwood (32° 58′ N, 80° 12′ W)[36]
- Crichton Parish (32° 57′ N, 80° 10′ W)[37]
- Dorange (33° 13′ N, 80° 42′ W)[38]
- Dorchester (33° 8′ N, 80° 24′ W)[39]
- Dorchester Crossing (32° 58′ N, 80° 10′ W)[40]
- Dorchester Estates (32° 58′ N, 80° 12′ W)[41]
- Dorchester Manor (32° 55′ N, 80° 6′ W)[42]
- Duncan Chapel (33° 18′ N, 80° 34′ W)[43]
- Evergreen (32° 59′ N, 80° 12′ W)[44]
- Fairlawn Terrace (32° 59′ N, 80° 8′ W)[45]
- Farmdale (32° 58′ N, 80° 13′ W)[46]
- Flowertown Estates (33° 2′ N, 80° 11′ W)[47]
- Flowertown Village (33° 0′ N, 80° 13′ W)[48]
- Gadsden Acres (33° 1′ N, 80° 12′ W)[49]
- Gadsden Place (33° 2′ N, 80° 12′ W)[50]
- Gettysville (32° 54′ N, 80° 22′ W)[51]
- Giant (33° 14′ N, 80° 27′ W)[52]
- Givhans (33° 1′ N, 80° 20′ W)[53]
- Greenhurst (33° 0′ N, 80° 10′ W)[54]
- Greggs Landing (32° 56′ N, 80° 9′ W)[55]
- Grover (33° 6′ N, 80° 36′ W)[56]
- Hudsontown (33° 12′ N, 80° 35′ W)[57]
- Hunters Creek (33° 2′ N, 80° 13′ W)[58]
- Huntington Farms (33° 1′ N, 80° 13′ W)[59]
- Indian Springs (32° 59′ N, 80° 14′ W)[60]
- Iron Gate (32° 59′ N, 80° 11′ W)[61]
- Jamison Terrace (32° 59′ N, 80° 9′ W)[62]
- Jedburg (33° 3′ N, 80° 14′ W)[63]
- Kings Grant (32° 56′ N, 80° 9′ W)[64]
- Knightsville (33° 1′ N, 80° 14′ W)[65]
- Laurel Hill (33° 0′ N, 80° 10′ W)[66]
- Lincoln Green (33° 9′ N, 80° 26′ W)[67]
- Lotts Crossroads (33° 2′ N, 80° 15′ W)[68]
- Marlin Estates (33° 0′ N, 80° 12′ W)[69]
- Meadowbrook (33° 1′ N, 80° 10′ W)[70]
- Millwood (33° 1′ N, 80° 12′ W)[71]
- Moss Point (32° 58′ N, 80° 9′ W)[72]
- Mount Zion (33° 14′ N, 80° 35′ W)[73]
- Newington Plantation (32° 59′ N, 80° 12′ W)[74]
- Norman Landing (32° 59′ N, 80° 25′ W)[75]
- Oak Knoll Estates (33° 0′ N, 80° 10′ W)[76]
- Oakbrook (32° 58′ N, 80° 10′ W)[77]
- Oakdale Estates (33° 0′ N, 80° 13′ W)[78]
- Oakmont (32° 58′ N, 80° 9′ W)[79]
- Old Fort Estates (32° 57′ N, 80° 8′ W)[80]
- Old Saint George (33° 10′ N, 80° 37′ W)[81]
- Orchard Hill (33° 2′ N, 80° 13′ W)[82]
- Palmetto Park (33° 2′ N, 80° 10′ W)[83]
- Pecan Grove (33° 1′ N, 80° 14′ W)[84]
- Pepperidge (32° 56′ N, 80° 5′ W)[85]
- Pine Forest Estates (33° 0′ N, 80° 13′ W)[86]
- Pineforest Inn (33° 0′ N, 80° 12′ W)[87]
- Pinehill (33° 2′ N, 80° 14′ W)[88]
- Plantation Ridge (32° 57′ N, 80° 9′ W)[89]
- Pregnall (33° 9′ N, 80° 28′ W)[90]
- Quail Arbor (32° 59′ N, 80° 11′ W)[91]
- Robynwyn (33° 2′ N, 80° 11′ W)[92]
- Rosehill (33° 0′ N, 80° 11′ W)[93]
- Rosinville (33° 15′ N, 80° 32′ W)[94]
- Russell Lake Landing (33° 4′ N, 80° 27′ W)[95]
- Salisbury Acres (32° 59′ N, 80° 12′ W)[96]
- Sawmill Terrace (33° 0′ N, 80° 10′ W)[97]
- Scotch Range Estates (33° 1′ N, 80° 17′ W)[98]
- Shephard Park (33° 1′ N, 80° 12′ W)[99]
- Slandsville (32° 59′ N, 80° 14′ W)[100]
- Southern Palms (32° 59′ N, 80° 8′ W)[101]
- Sprucewood (32° 57′ N, 80° 13′ W)[102]
- Stallsville (33° 0′ N, 80° 11′ W)[103]
- Stratton Capers (32° 56′ N, 80° 6′ W)[104]
- Sugar Hill (33° 13′ N, 80° 40′ W)[105]
- Summerset Acres (33° 2′ N, 80° 17′ W)[106]
- Summerville Farms (32° 58′ N, 80° 13′ W)[107]
- Summerville Place (32° 59′ N, 80° 8′ W)[108]
- Summerwood (32° 58′ N, 80° 8′ W)[109]
- Sweetbriar (33° 1′ N, 80° 15′ W)[110]
- Tea Farm (33° 0′ N, 80° 12′ W)[111]
- Texas (33° 8′ N, 80° 33′ W)[112]
- Tranquil Acres (32° 58′ N, 80° 9′ W)[113]
- Tranquil Estates (32° 58′ N, 80° 9′ W)[114]
- Trotters Ridge (33° 2′ N, 80° 14′ W)[115]
- Twin Lakes (33° 0′ N, 80° 16′ W)[116]
- Twin Oaks (33° 0′ N, 80° 11′ W)[117]
- University Park (32° 55′ N, 80° 6′ W)[118]
- Waring Hall (33° 1′ N, 80° 13′ W)[119]
- Warington (33° 1′ N, 80° 12′ W)[120]
- Waters Edge (32° 57′ N, 80° 10′ W)[121]
- West Oaks (32° 57′ N, 80° 13′ W)[122]
- Westoe (32° 57′ N, 80° 14′ W)[123]
- White Church Place (32° 58′ N, 80° 12′ W)[124]
- Wood Oak Park (33° 0′ N, 80° 10′ W)[125]
- Woodland Estates (32° 59′ N, 80° 12′ W)[126]
- Woodlawn (33° 0′ N, 80° 11′ W)[127]